# Ваксвайлер
Ваксвайлер (нем. Waxweiler) — община в Германии, в земле Рейнланд-Пфальц. 
Входит в состав района Айфель-Битбург-Прюм. Подчиняется управлению Арцфельд.  Население составляет 1080 человек (на 31 декабря 2010 года). Занимает площадь 5,96 км².